# Nordlig ärtmussla
Nordlig ärtmussla (Pisidium waldeni) är en musselart som beskrevs av Kuiper 1975. Nordlig ärtmussla ingår i släktet Pisidium, och familjen ärtmusslor. IUCN kategoriserar arten globalt som livskraftig. Enligt den finländska rödlistan är arten nära hotad i Finland. Arten är reproducerande i Sverige. Artens livsmiljö är sjöar.